# Jason Terry
Jason Eugene Terry, född 15 september 1977 i Seattle i Washington, är en amerikansk basketspelare (guard). Han har i NBA spelat för Atlanta Hawks, Dallas Mavericks, Boston Celtics, Brooklyn Nets, Houston Rockets och Milwaukee Bucks. Säsongen 2008/2009 med Dallas Mavericks vann han priset som NBA:s Sixth Man of the Year.